# سالفا تشامورو
سلفادور بيريز مارتينيز (بالإسبانية: Salvador Pérez Martínez)‏، الملقب بـ «سالفا تشامورو» (من مواليد 8 مايو 1990 في أورايهويلا، فيغا باجا، فالنسيا) هو لاعب كرة قدم محترف إسباني، يلعب لنادي أتليتيكو بالياريس في مركز المهاجم.

## وصلات خارجية
- سالفا تشامورو على موقع قاعدة بيانات كرة القدم.إي يو (الإنجليزية)
- سالفا تشامورو على موقع Soccerway.com (الإنجليزية)
- سالفا تشامورو على موقع كووورة
- سالفا تشامورو على موقع AS.com (الإسبانية)

- BDFutbol profile
- Futbolme profile (بالإسبانية)
- Transfermarkt profile